# Die Geiseln von Costa Rica
Die Geiseln von Costa Rica ist ein deutscher Fernsehfilm, der von Holm Dressler für ProSieben produziert wurde. Regie führte Uwe Janson, die Hauptrollen spielten Nina Hoss und Suzanne von Borsody. Die Erstausstrahlung fand am 27. Januar 2000 statt.

## Handlung
Die deutsche Touristin Kiki und die schweizerische Reiseleiterin Marlies werden im Urlaub in Costa Rica von Contra-Rebellen aus Nicaragua entführt. Während Kikis Freund Markus gemeinsam mit ihrer Mutter um ihre Freilassung kämpft, beginnt sie eine Affäre mit einem der Entführer. Als die beiden Frauen nach 72 Tagen gegen Zahlung von Lösegeld freigelassen werden vermutet die Polizei, sie hätten mit den Entführern gemeinsame Sache gemacht.

## Hintergrund
Inspiriert wurde der Film nach den tatsächlichen Erlebnissen der Deutschen Nicola Fleuchaus und der Schweizerin Susanne Siegfried im Jahr 1996. Ihre Entführung sorgte weltweit für Schlagzeilen.
Der Film erzielte die höchste Einschaltquote aller Fernsehfilme des Senders im Jahr 2000 und wurde für den europäischen Fernsehpreis nominiert.

## Kritiken
Während die Abendzeitung den Film als langwierig und gedehnt bezeichnet, lobt die Zeitschrift Prisma die atemberaubenden Bilder und die hervorragenden Hauptdarstellerinnen. Ähnlich äußert sich auch das Lexikon des internationalen Films. Dort heißt es, Die Geiseln von Costa Rica sei ein „routiniert inszenierter, von zwei hervorragenden Darstellerinnen intensiv gespielter (Fernseh-)Thriller“.
Die Kritiker der TV Spielfilm fanden, politische und geografische Fakten seien etwas durcheinander geraten. Regisseur Janson bemühte sich trotzdem um Authentizität, indem er die Rebellen Spanisch sprechen lässt.